# Eduard von Magdeburg

Eduard von Magdeburg als Präsident der preußischen Oberrechnungskammer, ca. 1904

Eduard Ludwig Karl Magdeburg, seit 1904 von Magdeburg (* 16. Oktober 1844 in Biebrich; † 15. Januar 1932 in Potsdam) war ein preußischer Verwaltungsjurist und Sozialpolitiker im Deutschen Kaiserreich. Er wurde 1904 in den erblichen Adelsstand erhoben.

## Herkunft und Jugend
Eduard Magdeburg stammte aus einer angesehenen Beamtenfamilie. Er war der Sohn des Hofkammerrats und späteren herzoglich-nassauischen Hofkammerpräsidenten Heinrich Magdeburg (1811–1885) und dessen Frau Karoline geb. Künzli (1816–1900). Sein Großvater, der Justizrat J. L. A. Magdeburg (1768–1839), war herzoglich-nassauischer Amtmann in Idstein, „ein ersprießlich wirkender echter deutscher Mann in den Tagen des korsischen Bedrängers“, so der Idsteiner Pädagoge und Historiker Max Kirmsse, und einer der drei Idsteiner Bürger, die an der Gründung des Vereins für Nassauische Altertumskunde und Geschichtsforschung im Jahre 1812 beteiligt waren.
Von 1854 bis 1863 besuchte er die Diltheyschule in Wiesbaden. Nach dem Abitur begann er an der Ruprecht-Karls-Universität Heidelberg Rechtswissenschaft und Staatswissenschaften zu studieren. 1864 wurde er im Corps Suevia Heidelberg recipiert. Als Inaktiver wechselte er an die Friedrich-Wilhelms-Universität zu Berlin.

## Berufliche Laufbahn
Nach den Examina trat Magdeburg in den Staatsverwaltungsdienst des Königreichs Preußen ein, das im Jahre zuvor das Herzogtum Nassau annektiert hatte. 1867 wurde er Referendar am Amtsgericht in Diez, 1868 Regierungsreferendar und 1871 Regierungsassessor bei der preußischen Regierung in Potsdam. Während des Deutsch-Französischen Krieges war er Verwalter der Unterpräfektur in Château-Thierry im Département Aisne. Nach Kriegsende wurde er zunächst Regierungsassessor bei der Landdrostei in Osnabrück, wechselte aber bereits 1871 nach Metz als Hilfsarbeiter und ab 1872 als Regierungsassessor beim Bezirkspräsidium des Bezirks Lothringen im Reichsland Elsaß-Lothringen. Von 1875 bis 1879 war er Landrat des Kreises Sonderburg in Nordschleswig.
1879 wurde er Hilfsreferent im preußischen Innenministerium, 1881 Hilfsreferent in der II. (wirtschaftlichen) Abteilung im Reichsamt des Innern. Noch im selben Jahr wurde er dort als Geheimer Regierungsrat Referent für das Unterstützungswohnsitzgesetz und die Knappschaftsvereine. In dieser Position war er 1881 Protokollführer im Bundesrat. In dieser Zeit war er einer der Bundesratsvertreter bei der Reichstagskommission für das Gesetz betreffend die Krankenversicherung der Arbeiter (KGV) von 1883. Er war entscheidend an der Konzeptionierung der dritten Vorlage zur Unfallversicherung beteiligt, wo er die Grundtypen der gewerblichen Berufsgenossenschaften entwarf. Das am 6. Juli 1884 vom Reichstag beschlossene und am 1. Oktober 1885 in Kraft getretene Unfallversicherungsgesetz wurde vor allem durch die Referenten Eduard Magdeburg, Karl Gamp und Tonio Bödiker entwickelt, wobei Reichskanzler Bismarck mit zahlreichen Direktiven starken persönlichen Einfluss darauf genommen hatte. 1881 entwickelte Magdeburg einen Referentenentwurf für eine durchgreifende Reform des Unterstützungswohnsitzgesetzes, der jedoch nicht verwirklicht wurde.
1884 wurde Magdeburg als Regierungsvizepräsident, d. h. Leiter des Regierungspräsidiums, zum Regierungsbezirk Kassel versetzt. Dort regte er 1884 die Bildung eines Hilfsvereins für entlassene Strafgefangene an, um sie nach verbüßter Strafe bei ihren Bemühungen um Reintegration in die Gesellschaft zu unterstützen. Auf Einladung Magdeburgs beschlossen 18 engagierte Männer am 28. November 1884 im kleinen Sitzungssaal des Regierungsgebäudes zu Kassel die Gründung des Vereins zur Fürsorge für entlassene Strafgefangene im Regierungsbezirk Cassel (Gefangenen-Fürsorgeverein) und wählten einen Vorstand. Am 31. Dezember 1884 unterzeichneten die acht Vorstandsmitglieder die Statuten des Vereins, aus dem der heutige Verein „Soziale Hilfe e. V.“ in Kassel hervorging.
Am 1. Juli 1886 wurde Magdeburg zum Regierungspräsidenten des Bezirks Kassel ernannt. Damit kam die Veränderung und Aufwertung seines Amts zum Ausdruck, denn er war der erste Leiter dieser Behörde, nachdem das Landesverwaltungsgesetz von 1883 die Leitungsbefugnis des Oberpräsidenten aufgehoben hatte. Nur fünf Monate später, am 6. Dezember 1886, wurde er als Unterstaatssekretär in das preußische Ministerium für Handel und Gewerbe in Berlin berufen und zum Wirklichen Geheimen Oberregierungsrat ernannt, blieb aber noch bis zum 11. März 1887 Regierungsvizepräsident in Kassel. Von 1887 bis 1890 war er Bevollmächtigter für Preußen zum Bundesrat, 1891 Stellvertretender Bevollmächtigter. 1892 kehrte er als Oberpräsident der Provinz Hessen-Nassau in deren Provinzhauptstadt Kassel zurück. 1895 wurde er zum Wirklichen Geheimen Rat mit dem Prädikat Exzellenz ernannt. 1898 wurde er schließlich Chefpräsident der Preußischen Oberrechnungskammer und zugleich Präsident des Rechnungshofes des Deutschen Reiches.

## Persönliches
Eduard von Magdeburg wurde 1904 pensioniert und in den erblichen Adelsstand erhoben. Er verstarb 1932 im Alter von 87 Jahren.
Er war verheiratet mit Cecilie Elisabeth geb. von Homeyer (1853–1941). Die beiden hatten einen Sohn und die Tochter Luise Christiane Auguste Karoline Sophie von Magdeburg (* 27. Dezember 1885 in Kassel; † 1967).

## Ehrungen
- Erhebung in den erblichen Adelsstand (1904)
- Preußischer Roter Adlerorden I. Klasse mit Eichenlaub
- Fürstlich Waldeckisches Verdienstkreuz I. Klasse
- Großkreuz des Ordens der Krone von Italien
- Russischer Orden der Heiligen Anna I. Klasse
- Wirklicher Geheimer Oberregierungsrat (1886)
- Wirklicher Geheimer Rat mit dem Prädikat Exzellenz (1895)
- Ehrenbürger der Stadt Kassel (6. Januar 1899)[14]
- Magdeburgstrasse in Idstein[3]